# Irish Folk Open Air Poyenberg
Das Irish Folk Open Air Poyenberg ist ein Irish-Folk-Festival, das jährlich in der Gemeinde Poyenberg in Schleswig-Holstein stattfindet. 

## Geschichte
Nachdem Ende der 1990er Jahre das allgemeine Interesse an den vom örtlichen Bully Club veranstalteten Zeltfesten nachgelassen hatte, war der Verein auf der Suche nach einem neuen, zukunftsfähigen Veranstaltungskonzept. Das Ergebnis war die seit 2001 jährlich im Juni stattfindende Open-Air-Veranstaltung mit einer Bühne, auf der Irish-Folk-Bands auftreten, sowie dem „Internationalen Markt“, auf dem verschiedene Länder mit landestypischen Speisen und Getränken vorgestellt werden.
Im ersten Jahr spielten zwei Bands vor einigen hundert Besuchern aus der unmittelbaren Region; der „Internationale Markt“ repräsentierte neun Länder. 2009 konnte erstmals ein zweifacher Ausverkauf der Tickets in einem Jahr (für 2009 und für 2010 im Vorverkauf) vermeldet werden. Auch im Vorverkauf für 2011 waren die Tickets bereits nach wenigen Tagen vergriffen. 2011 spielten sieben Bands und der „Internationale Markt“ repräsentierte 16 Länder; das Festival hatte rund 5000 Besucher. 2015 fand das Festival zum 15. Mal statt.

## Gegenwart
Das Publikum kommt aus Norddeutschland, Dänemark und den Niederlanden. Das Irish Folk Open Air Poyenberg ist mittlerweile das größte Festival seiner Art in Schleswig-Holstein und gehört zu den größten bundesweit. Das Festival hat jährlich rund 8500 Besucher. Das Festival dauert einen Abend. Campingflächen und Parkplätze werden auf den unmittelbar angrenzenden Wiesen angeboten. Das Festgelände ist von drei Seiten von Wald umgeben.
Die Stände auf dem „Internationalen Markt“ sind durch Vereine aus der Region organisiert, wobei Kreativität häufig höher gewichtet wird als kulinarische Authentizität.

## Veranstalter
Der Bully Club als Veranstalter ist ein ehrenamtlich geführter Verein mit Mitgliedern aus der Region, vorwiegend direkt aus Poyenberg. Vom Vereinszweck vergleichbar mit der Landjugend unterscheidet er sich im Wesentlichen durch seine Entstehungsgeschichte Ende der 1980er Jahre.